# Col Lacroix
Le col Lacroix (en italien : Colle della Croce) est un col des Alpes à la frontière entre la France et l'Italie dont l'altitude est comprise entre 2 298 et 2 301 mètres selon les sources.

## Géographie
Ce col est situé entre la tête de Clot Lapierre (2 730 mètres) au nord et le pic du Col Lacroix (2 540 mètres) au sud. Il traverse les Alpes cottiennes.
Sur le versant ouest, en France, coulent des affluents du Guil, un affluent de la Durance elle-même affluent du Rhône. Sur le versant est, en Italie, coulent des affluents de l'Angrogna (it), affluent du Pellice, lui-même affluent du Pô. Ce col se situe donc sur la ligne de partage des eaux entre la mer Méditerranée et mer Adriatique.

## Refuge Napoléon

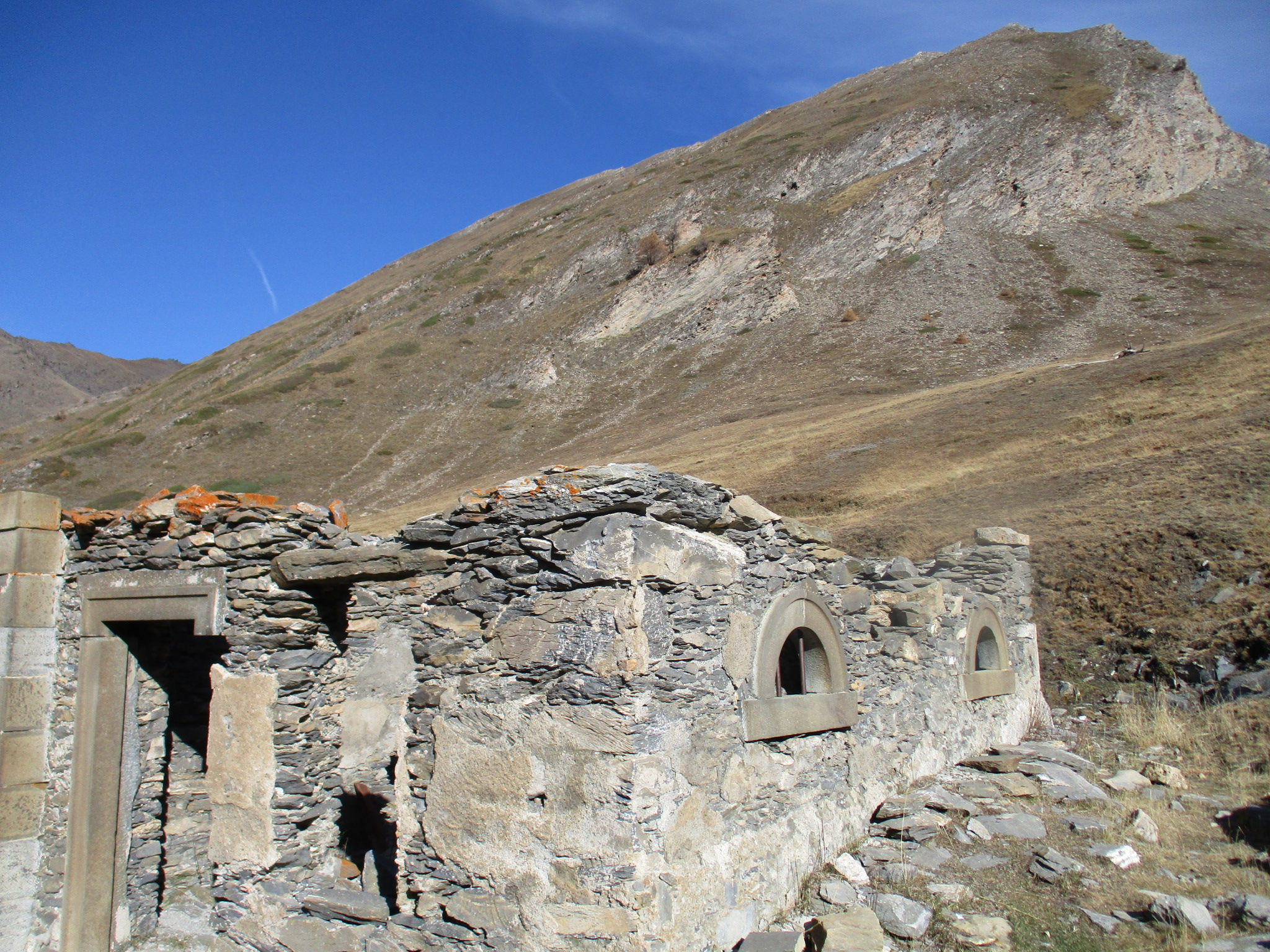
Ruines du refuge Napoléon.

Sous Napoléon III, un refuge Napoléon fut construit en contrebas du col, côté ouest, entre 1857 et 1858. Il est détruit lors de la Seconde Guerre mondiale.